# 马尔瑟纳 (阿列省)
马尔瑟纳（法語：Marcenat）是法国阿列省的一个市镇，位于该省中部偏东南，阿列河左岸，属于穆兰区。该市镇的总面积为18,07平方公里，2009年时的人口为405人。

## 人口
马尔瑟纳人口变化图示
| 数据来源：INSEE |